# Gerbillus syrticus
Gerbillus syrticus là một loài động vật có vú trong họ Chuột, bộ Gặm nhấm. Loài này được Misonne mô tả năm 1974.